# Buzancy (Ardenne)
Buzancy è un comune francese di 382 abitanti situato nel dipartimento delle Ardenne nella regione del Grand Est.

## Società

### Evoluzione demografica
Abitanti censiti